# Бучацька середня загальноосвітня школа № 1
Бучацька середня загальноосвітня школа № 1 — середній загальноосвітній навчальний заклад І-го ступеня у місті Бучач Тернопільської області. Складається з двох будівель, які знаходиться на вул. Шкільній, 9 (початкові класи) і 10 (старші класи).

## Короткі відомості
Створена наказом від 1 вересня 1999 року № 2-к у зв'язку з реорганізацією Бучацької ЗОШ № 1 І-ІІІ ст-Гімназії ім. В. Гнатюка у Бучацьку СЗОШ № 1 І-го ступеня та гімназію ім. Володимира Гнатюка.

### Будівлі
Приміщення початкових класів складається фактично з двох різновікових будинків. У приміщенні наприкінці 1980-х років діяла школа професійного навчання.
Приміщення старших класів (розташоване зразу за районним будинком культури біля підніжжя гори Федір) збудоване до І-ї світової війни, зокрема, за даними бучананина-емігранта Івана Бобика, у 1904—1905 роках. У різні часи в приміщенні діяли, зокрема:
- за часів Австро-Угорщини — 7-класна жіноча школа, приватна жіноча учительська семінарія[1]
- за польської окупації Східної Галичини після анексії ЗУНР — школа королеви Ядвіґи.[2] Зруйнована під час другої світової, відновлена у 1961-62 роках. Після цього використовувалось Бучацьким ПТУ-26, першим навчальним роком став 1962-63. Зазнало пошкоджень від пожежі у 1980-х роках.

## Особи

### Директор
- Григоришин Галина — директор школи
- Матвійчук Галина (директор початкової школи)

## Світлини

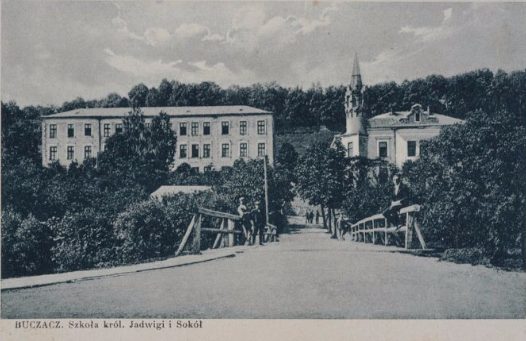
Школа королеви Ядвіги, 1930-ті роки
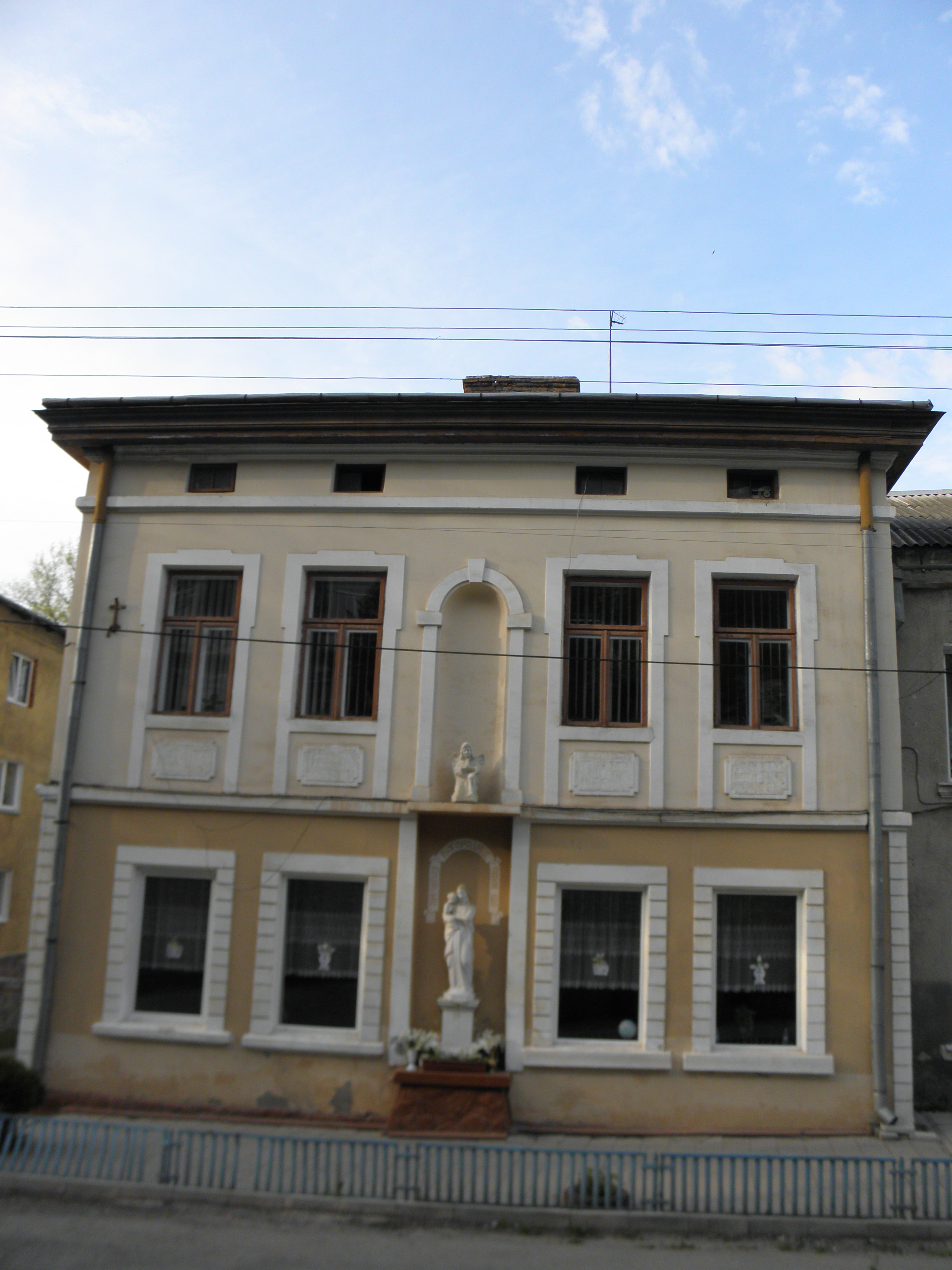
старша частина будівлі початкових класів
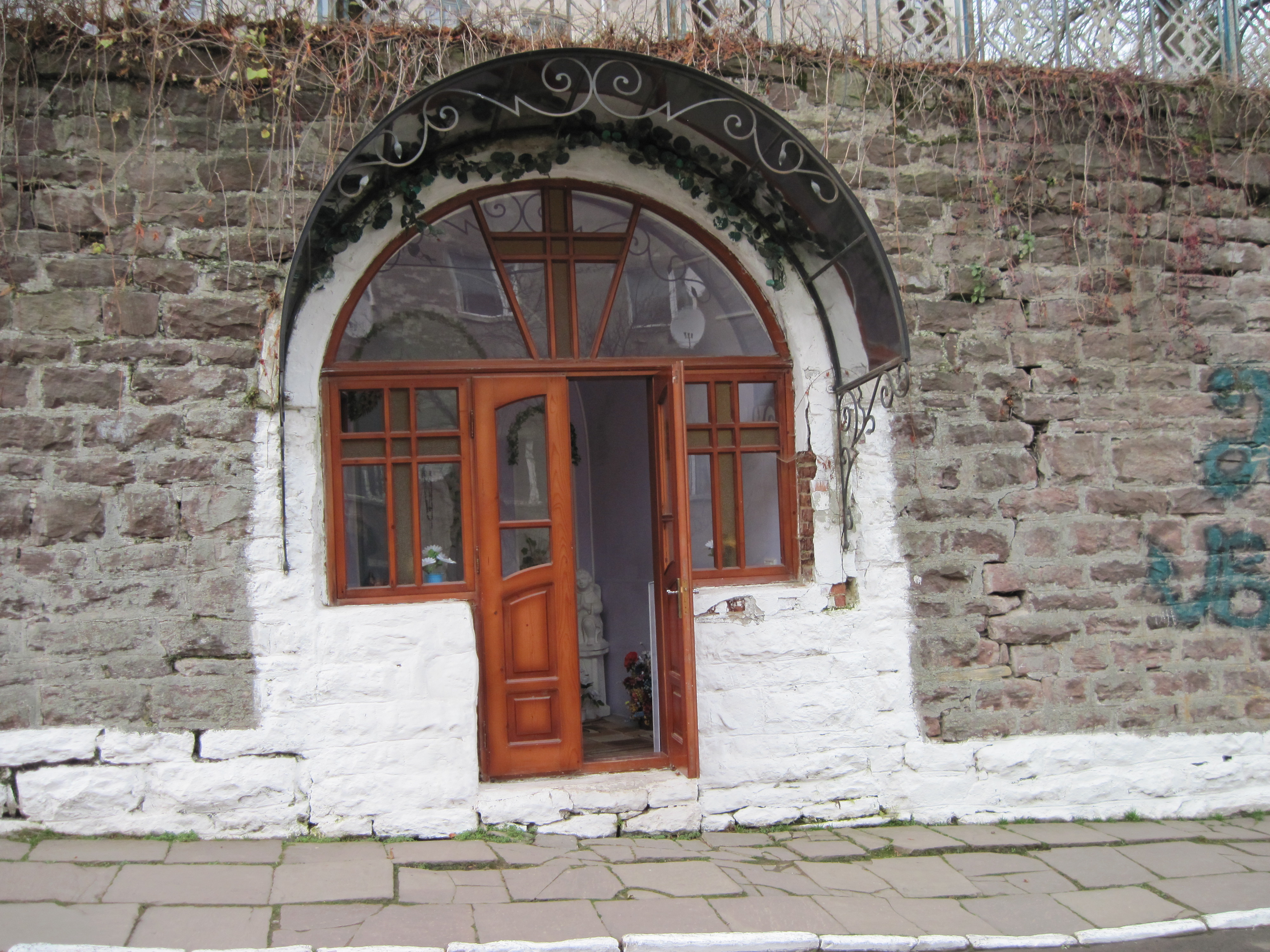
Каплиця в мурі подвір'я ЗОШ № 1
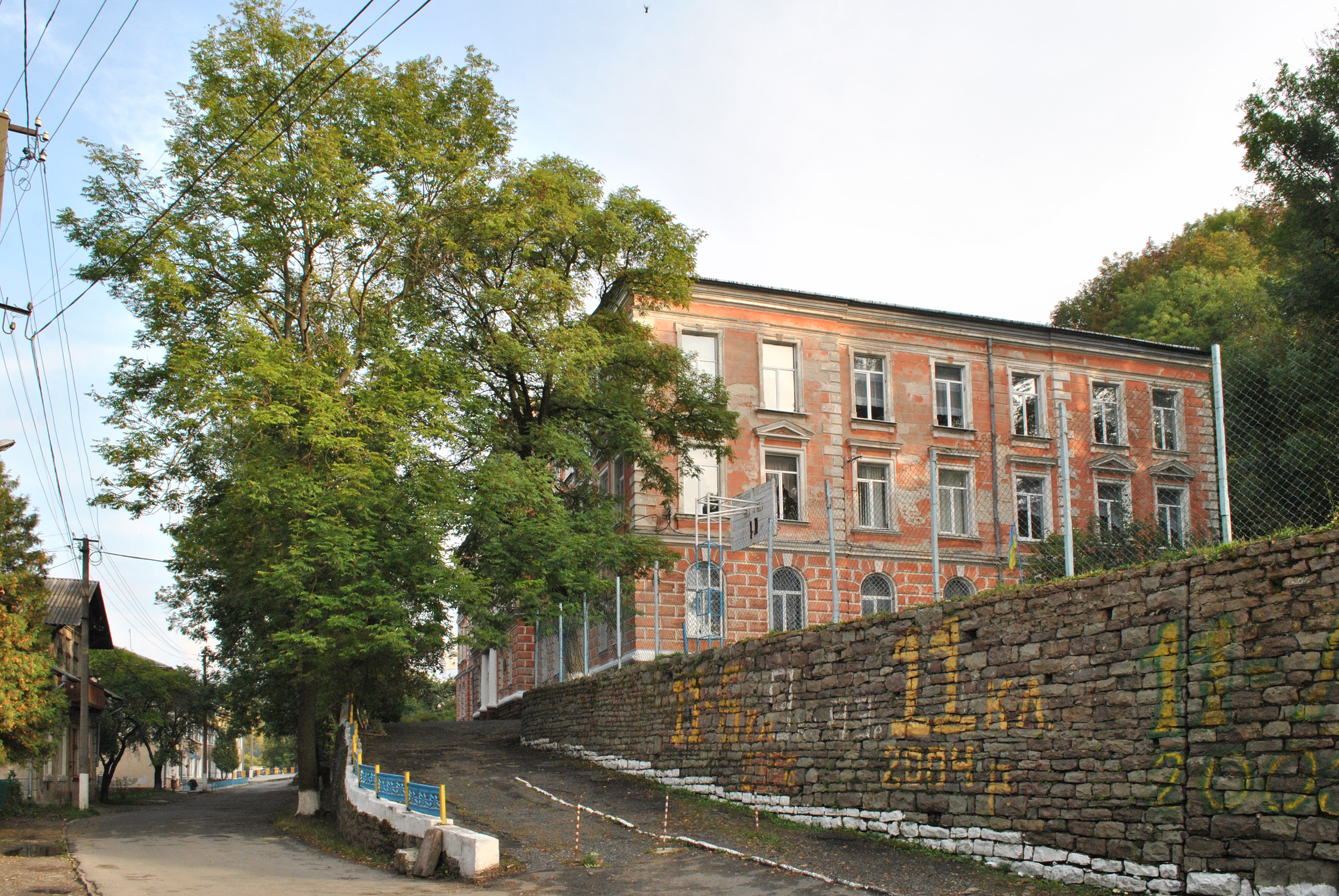
Бучацька гімназія